# Torsten Voges
Torsten Voges es un actor alemán reconocido por haber aparecido en las películas The Big Lebowski, Funny People, Deuce Bigalow: Male Gigolo y en dos producciones de Rob Zombie: The Lords of Salem como el conde Gorgann y 31 como Death-Head.

## Filmografía

### Cine y televisión
- The Do-Over (2016)
- 31 (2016)
- Bullet (2014)
- The Lords of Salem (2013)
- Eastwick (2009)
- Funny People (2009)
- Dimples (2008)
- Malcolm in the Middle (2001)
- Deuce Bigalow: Male Gigolo (1999)
- 8mm (1999)
- Die Bademeister – Weiber, saufen, Leben retten (1999)
- The Big Lebowski (1998)
- Gia (1998)
- Gefährliche Spiele' (1994)
- Moritz, lieber Moritz (1978)